# Xysticus kansuensis
Espèce
Synonymes
- Ozyptila kansuensis (Tang, Song & Zhu, 1995)

Xysticus kansuensis est une espèce d'araignées aranéomorphes de la famille des Thomisidae.

## Distribution
Cette espèce se rencontre en Chine au Gansu et au Hunan et au Japon,.

## Description
Le mâle holotype mesure 4,52 mm.
Les mâles mesurent de 4,00 à 4,55 mm et les femelles de 4,80 à 7,20 mm.

## Étymologie
Son nom d'espèce, composé de kansu et du suffixe latin -ensis, « qui vit dans, qui habite », lui a été donné en référence au lieu de sa découverte, le Gansu.

## Publication originale
- Tang, Song & Zhu, 1995 : On some species of crab spiders (Araneae: Thomisidae) from Kansu, China. Acta Arachnologica Sinica, vol. 4, p. 17-22.